# Bandiagara (ville)
Pour les articles homonymes, voir Bandiagara.
Bandiagara est une ville et une commune urbaine malienne, chef-lieu du cercle de Bandiagara et de la région de Bandiagara. Elle donne son nom à l'escarpement de la falaise de Bandiagara, habitat du peuple Dogon.

## Géographie
Bandiagara est une ville située au  centre du Mali sur la route nationale RN 15 à 679 km à l'est de la capitale Bamako et à 62 km à l'est de Sévaré, d'où partent les routes de Mopti, Gao, Tombouctou, Bamako et au sud vers le Burkina Faso.
|           | Dandoli    |         |
| Doucoumbo | Bandiagara | Dandoli |
|           | Doucoumbo  |         |

## Histoire

### Fondation de la ville
L'histoire de la fondation de Bandiagara est controversée. L'auteur peul, Amadou Hampâté Bâ revendique la fondation de Bandiagara par les Toucouleurs. Les Dogons affirment qu'elle a été fondée par les familles Ouologuem et Tembely. Ainsi, selon les Dogon, la ville de Bandiagara aurait été fondée en 1770 par Nangabanu Tembély, un chasseur Dogon. L'étymologie du nom de Bandiagara vient de Bania signifiant « calebasse » et gara signifiant « grande » en langue dogon, la traduction en français donne la grande calebasse », mais à Bandiagara le mot désigne plutôt le bandiagara, un grand bol en bois taillé d'une pièce dans du bois de karité. Cette étymologie est contestée par les Peuls[réf. nécessaire].

### Période toucouleur

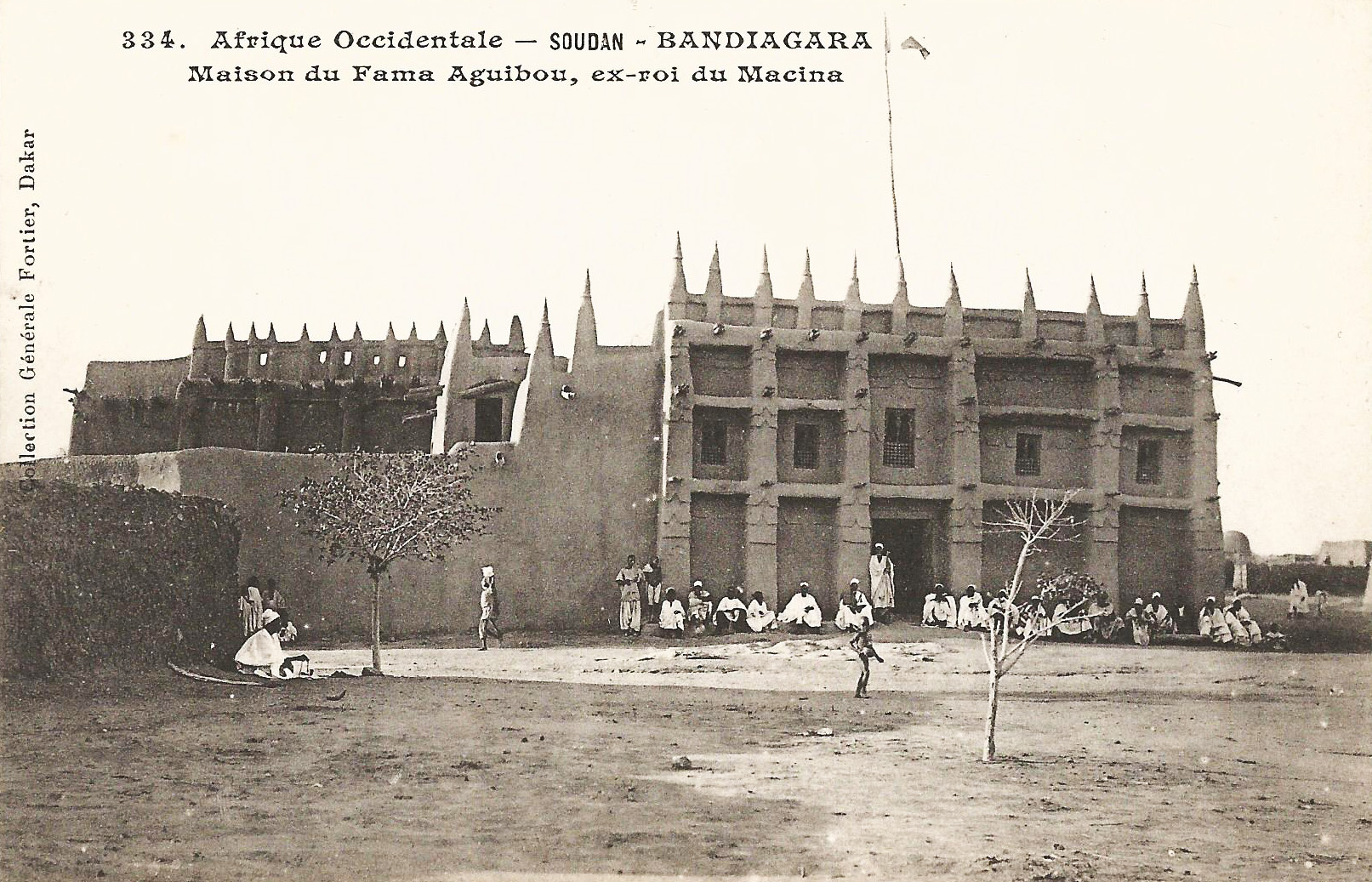
Maison du Fama Aguibou, roi du Macina

En février 1864, alors qu’El Hadj Oumar Tall meurt à Déguembéré (à 19 km de Bandiagara), son neveu Tidiani Tall prend la succession de l’Empire toucouleur et règne jusqu’à sa mort en 1887. Les familles dirigeantes de Bandiagara, Tembely et Ouologuem lui offrent l’hospitalité. Il installe sa capitale à Dé, dans la cuvette de Bandiagara. Ses successeurs, Tafsirn et Mounirou conserveront Bandiagara comme capitale de l’Empire toucouleur. Pendant plusieurs années, Dogons et Toucouleurs vivent en harmonie à Bandiagara.

### Colonisation

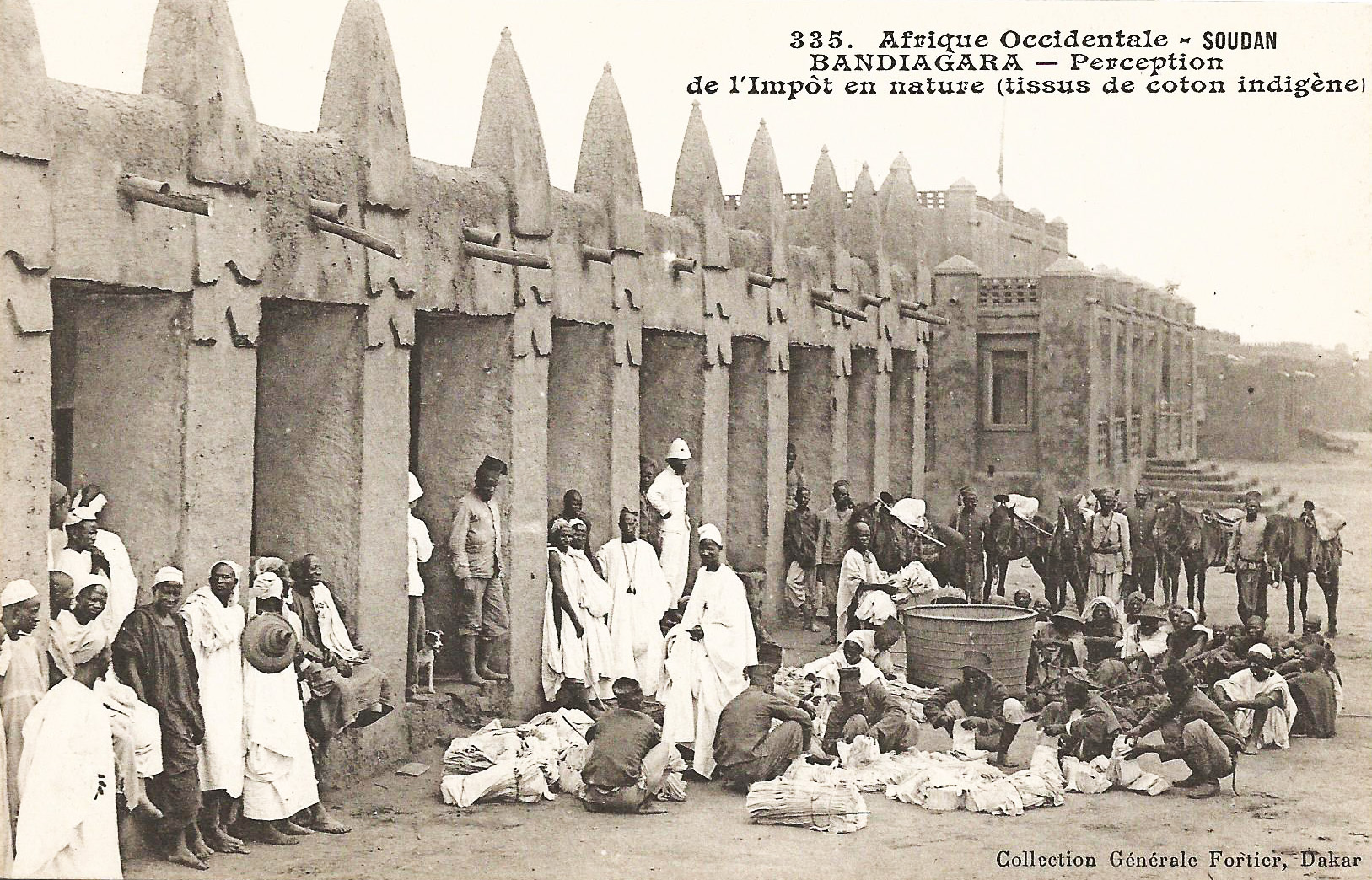
Impôt en nature, coton

Le 29 avril 1893, des troupes coloniales françaises emmenées par le colonel Louis Archinard occupent Bandiagara. En 1903, ils y créent un cercle (le deuxième au Mali après Bafoulabé). Les ruines des fastueux bâtiments coloniaux sont toujours présentes sur la rive gauche du Yamée : il s'agit de la poste, de la prison et de la mairie.
La mission catholique est le seul ensemble de bâtiments de l'époque à avoir été conservé. Un large espace ceinturé d'un mur contient une grande église (environ 200 places) une école, un dispensaire et des logements. Cette mission est encore de nos jours tenue par des pères blancs.

## Population
La population de la ville de Bandiagara se répartit principalement entre Peuls et Dogons, les autres ethnies du Mali étant très minoritaires (Malinkés, Touaregs, Bambaras, etc.). La cohabitation entre Peuls, peuple nomade sédentarisé vivant du gardiennage de troupeaux et Dogons, sédentaire depuis des milliers d'années et cultivateurs ne va pas sans quelques conflits sporadiques notamment à la saison des pluies avec la destruction de récoltes des Dogons par des troupeaux de moutons des Peuls.
En 2009, lors du 4e recensement, la commune comptait 17 166 habitants.
En trois ans, trois nouveaux quartiers sont sortis de terre dans la périphérie de la ville. Cette croissance s'explique autant par l'afflux de nouveaux habitants venus des campagnes avoisinantes que par l'expansion naturelle de la ville[réf. nécessaire].
| 1976  | 1987  | 1998   | 2009   |
| ----- | ----- | ------ | ------ |
| 9 303 | 9 485 | 11 499 | 17 166 |

## Administration
Avec la décentralisation on trouve à Bandiagara, chef-lieu du cercle, les structures suivantes :
- Le préfet représente l'autorité de l'État.
- Le maire et son conseil représentent le peuple.
- Le conseil des chefs de quartier et le chef du village représentent l'autorité administrative locale.
- Enfin récemment est venue s'ajouter une structure supplémentaire : le conseil de cercle qui a autorité notamment sur le dispensaire. Cette instance, d'abord strictement issue de la société civile, a été récemment attachée à la préfecture. Son rôle est désormais beaucoup moins clair.
- La mission culturelle de Bandiagara s'occupe localement de la promotion et de l'entretien du patrimoine Dogon.

| Année | Maire élu       | Parti politique |
| ----- | --------------- | --------------- |
| 2004  | Ibrahim Tembely | indépendant     |
| 2009  | Housseyni Saye  | Codem           |

## Quartiers

Carte de la commune

La commune urbaine de Bandiagara est constituée de 8 quartiers ou villages relevés lors du recensement général de 2009. 
- Bandiagara
- Dow
- Haoussa N'Koré
- Ley
- N'Dounderi
- Segue Nengou
- Sintji
- Soro

## Économie
Encore très agraire ces dix dernières années, la ville de Bandiagara se tourne de plus en plus vers le tourisme. La croissance du nombre d'hôtels a été impressionnante ces trois dernières années, passant de trois hôtels (dont un de grand luxe) à six hôtels (dont au moins trois luxueux). Cette croissance des hôtels se fait de pair avec un agrandissement de la ville.
En parallèle du développement des hôtels, les services touristiques associés ont aussi explosé avec augmentation du nombre de guides, de petits restaurants, de 4x4... L'artisanat local a lui aussi bénéficié de ce boom.

## Services publics
Bandiagara est divisée en treize quartiers répartis des deux côtés de la rivière Yamé (qui se jette dans le Niger au niveau de la ville de Mopti).

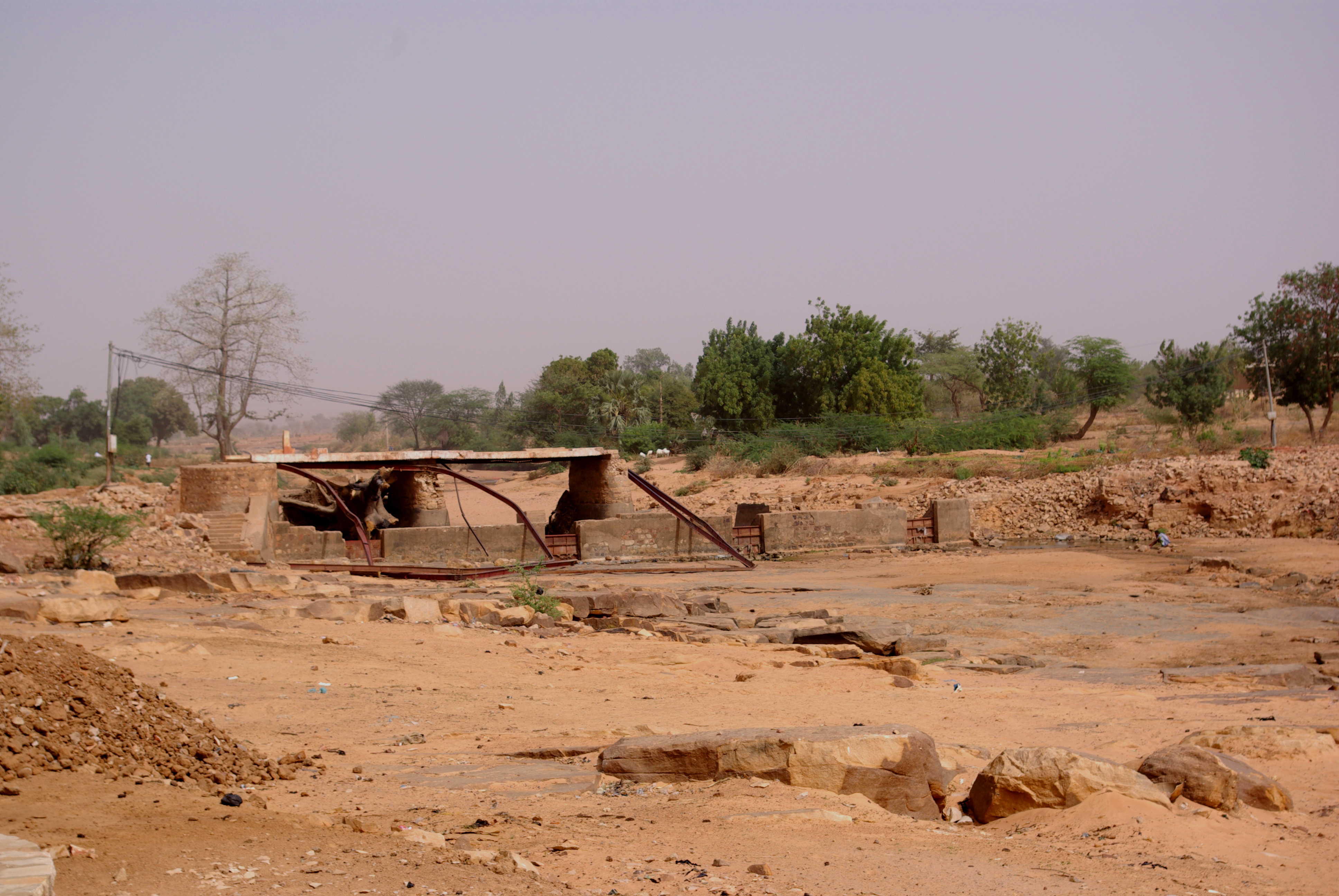
L'un des trois ponts sur le Yamé, détruit par la crue de 2007. (Sortie est de Bandiagara au Pays Dogon)

### Santé
La ville accueille le Centre de santé de référence (abrégée CSRèf) du cercle de Bandiagara qui couvre les besoins d'une population d'environ 100 000 à 150 000 habitants. Pour les accouchements non compliqués et la vaccination, un Cescom (Centre de santé communautaire) accueille les femmes cinq jours par semaine (un second Cescom est en cours d'achèvement dans les nouveaux quartiers). Un institut de recherche sur la paludisme y est actif (financement par le PNUD et par l'État malien) et un centre de médecine traditionnelle issu de la collaboration avec l'Italie développe des « médicaments traditionnels améliorés » ou MTA.

### Éducation
Au niveau éducatif, la ville accueille également deux écoles fondamentales du premier cycle, une école de second cycle et un lycée (jumelé avec un lycée français). Depuis peu, Internet est disponible dans trois cybercafés.

### Énergie
L'énergie de la ville est fournie par deux génératrices diesel. Ces deux centrales sont exploitées par la compagnie nationale Énergie du Mali (EDM). Lors de la saison des pluies, lors d'une menace orageuse, l'électricité est coupée pour éviter les problèmes sur les lignes électriques.
En 2009, la ville n'était toujours pas reliée au réseau électrique de Mopti. Elle est donc tributaire de l'alimentation de ces deux centrales. Les bâtiments les plus sensibles aux coupures de courant (hôpital, mairie, hôtel) possèdent des groupes électrogènes de secours.

### Eau
L'eau de boisson est fournie par un forage et distribuée dans la ville par des fontaines (un robinet branché sur le réseau). La tuyauterie en métal qui datait des temps coloniaux a été remplacée en 2006-2007 par des tuyaux en plastique.
Le Yamé quant à lui joue le rôle de machine à laver, baignoire et abreuvoir. Ces différents "rôles" sont répartis géographiquement très précisément. Les hommes se baignent en amont et en aval de la ville, les femmes proches des ponts. C'est aussi là qu'elles s'occupent du linge. La partie la plus centrale est dévolue au lavage des véhicules et des animaux.

## Transports
Bandiagara est l'une des étapes de la route du poisson qui conduit de Mopti au Burkina Faso en passant par la ville de Koro. La portion de la route Mopti-Bandiagara a été rénovée lors de la CAN 2002 transformant une piste de qualité moyenne en route goudronnée de très bonne qualité.
Concernant la ville, un plan de goudronnage des rues est en cours d'application, le budget ayant été voté au niveau national en 2008. Les compagnies de transport routier font depuis peu escale à Bandiagara deux fois par semaine. Les départs avec les compagnies Bani, Africa Tours, Bittar et quelques autres sont possibles. Cette liaison a permis de rapprocher Bandiagara de la capitale Bamako en simplifiant grandement le voyage (l'escale et le changement à la gare routière de Sévaré n'étant plus une obligation).
Un aéroport dessert également la ville.

## Personnalités liées à la ville
- C'est la ville natale des écrivains Amadou Hampâté Bâ et Yambo Ouologuem, et de l'homme politique Adama Ouane.